# Huningue
Huningue (prononcé [ynɛ̃ɡ] , en allemand : Hüningen) est une commune française de l'agglomération trinationale de Bâle, située dans la circonscription administrative du Haut-Rhin et, depuis le 1er janvier 2021, dans le territoire de la Collectivité européenne d'Alsace, en région Grand Est.
Cette commune se trouve dans la région historique et culturelle d'Alsace.
La commune a pour particularité d'être située le long de deux frontières françaises, avec l'Allemagne et avec la Suisse.
Ses habitants sont appelés les Huninguois.

## Géographie

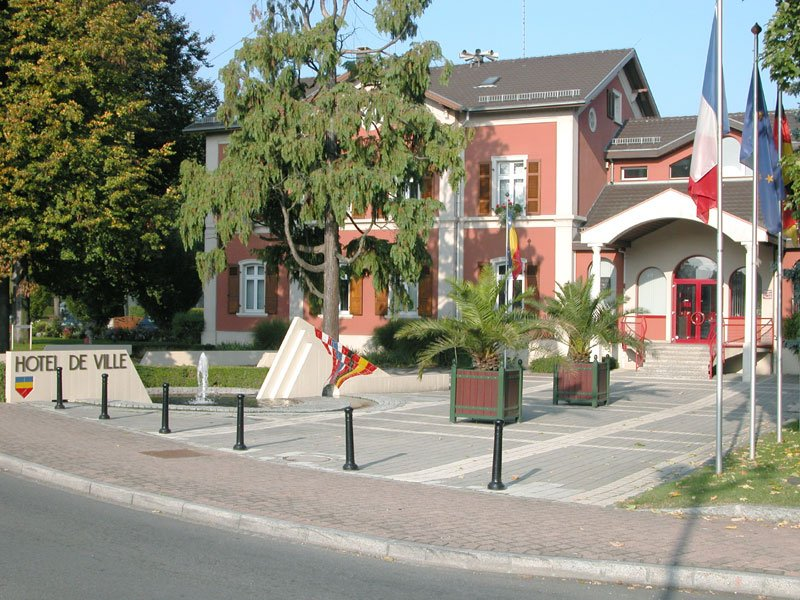
Hôtel de ville de Huningue.

Chef-lieu de l'ancien canton du même nom (aujourd'hui canton de Saint-Louis), situé sur le Rhin au coin des Trois Frontières (France, Suisse au sud et Allemagne à l'est sur la rive droite du Rhin), forteresse construite par Vauban sous Louis XIV, Huningue compte actuellement un peu plus de 7 000 habitants.

### Hydrographie

#### Réseau hydrographique
La commune est dans le bassin versant du Rhin au sein du bassin Rhin-Meuse. Elle est drainée par le Rhin et le canal de Neuf-Brisach,.
Le Rhin, long de 1 233 km est le plus long fleuve se déversant dans la mer du Nord et de l'une des voies navigables les plus fréquentées du monde. Il traverse la Suisse, l'Autriche, l'Allemagne et les Pays-Bas et marque la frontière entre l'Allemagne et la France.
Le canal de Neuf-Brisach, d'une longueur de 35 km, est un canal, chenal non navigable qui relie la commune de Biesheim à Kunheim, où il se jette dans le canal du Rhône au Rhin.

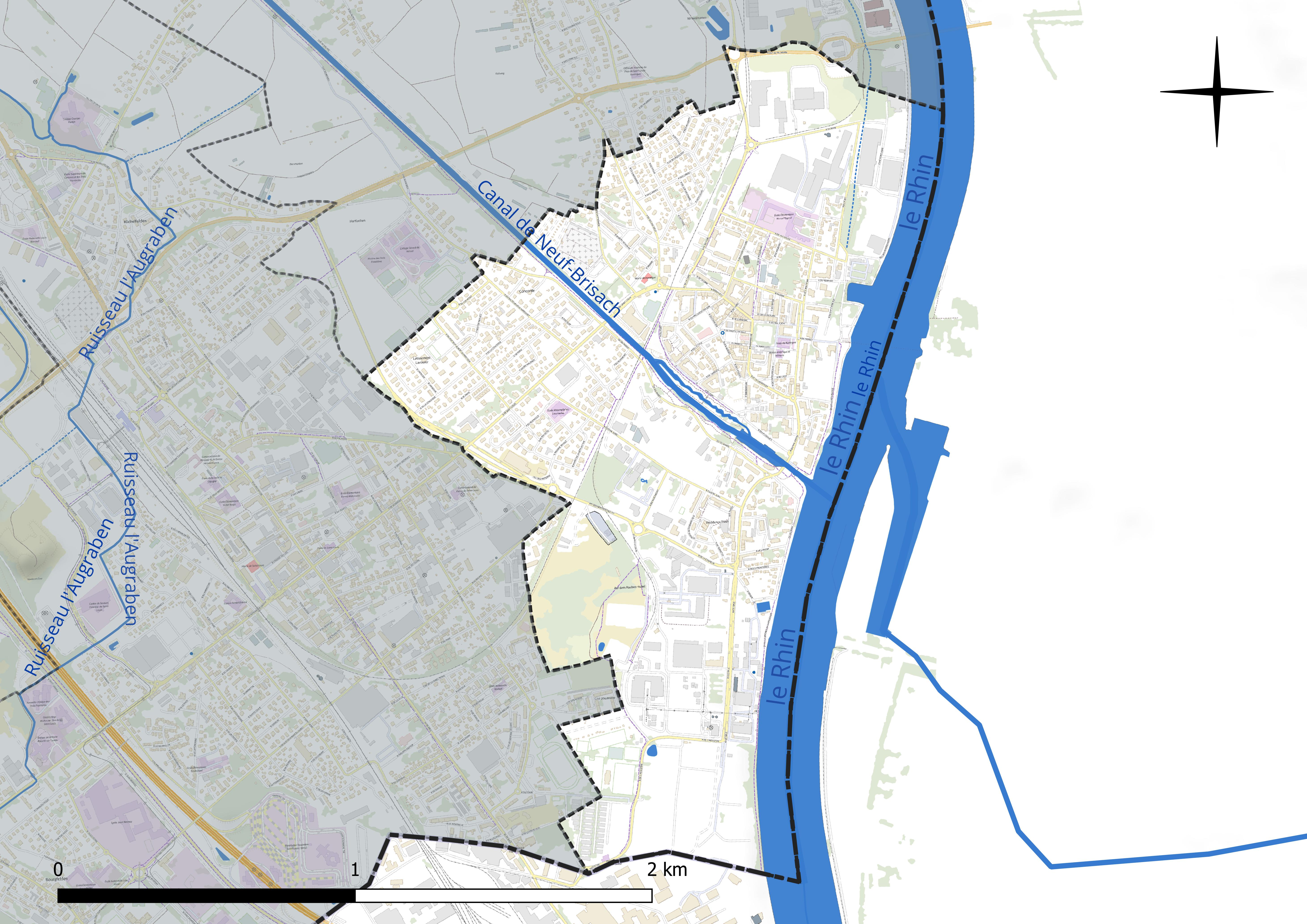
Réseau hydrographique de Huningue.

#### Gestion et qualité des eaux
Le territoire communal est couvert par le schéma d'aménagement et de gestion des eaux (SAGE) « Ill Nappe Rhin ». Ce document de planification concerne la nappe phréatique rhénane, les cours d'eau de la plaine d'Alsace et du piémont oriental du Sundgau, les canaux situés entre l'Ill et le Rhin et les zones humides de la plaine d'Alsace. Le périmètre s’étend sur 3 596 km2. Il a été approuvé le 17 janvier 2005. La structure porteuse de l'élaboration et de la mise en œuvre est la région Grand Est.
La qualité des cours d’eau peut être consultée sur un site dédié géré par les agences de l’eau et l’Agence française pour la biodiversité.

### Climat
Pour des articles plus généraux, voir Climat du Grand Est et Climat du Haut-Rhin.
En 2010, le climat de la commune est de type climat des marges montargnardes, selon une étude du Centre national de la recherche scientifique s'appuyant sur une série de données couvrant la période 1971-2000. En 2020, Météo-France publie une typologie des climats de la France métropolitaine dans laquelle la commune est dans une zone de transition entre le climat semi-continental et le climat de montagne et est dans la région climatique  Alsace, caractérisée par une pluviométrie faible, particulièrement en automne et en hiver, un été chaud et bien ensoleillé, une humidité de l’air basse au printemps et en été, des vents faibles et des brouillards fréquents en automne (25 à 30 jours).
Pour la période 1971-2000, la température annuelle moyenne est de 10,2 °C, avec une amplitude thermique annuelle de 18,1 °C. Le cumul annuel moyen de précipitations est de 686 mm, avec 6,7 jours de précipitations en janvier et 8,7 jours en juillet. Pour la période 1991-2020, la température moyenne annuelle observée sur la station météorologique de Météo-France la plus proche, « Bâle-Mulhouse », sur la commune de Saint-Louis à 2 km à vol d'oiseau, est de 11,1 °C et le cumul annuel moyen de précipitations est de 764,3 mm. 
La température maximale relevée sur cette station est de 39,1 °C, atteinte le 13 août 2003 ; la température minimale est de −23,5 °C, atteinte le 6 janvier 1985,,.
| Mois                                  | jan.             | fév.             | mars           | avril         | mai             | juin           | jui.           | août           | sep.            | oct.            | nov.           | déc.             | année      |
| ------------------------------------- | ---------------- | ---------------- | -------------- | ------------- | --------------- | -------------- | -------------- | -------------- | --------------- | --------------- | -------------- | ---------------- | ---------- |
| Température minimale moyenne (°C)     | −0,8             | −0,6             | 1,9            | 4,9           | 9,3             | 12,7           | 14,2           | 14             | 10,2            | 6,9             | 2,8            | 0,1              | 6,3        |
| Température moyenne (°C)              | 2,3              | 3,4              | 7              | 10,7          | 14,8            | 18,5           | 20,3           | 20             | 15,8            | 11,4            | 6,2            | 3,1              | 11,1       |
| Température maximale moyenne (°C)     | 5,5              | 7,4              | 12,1           | 16,5          | 20,4            | 24,2           | 26,4           | 26,1           | 21,4            | 16              | 9,7            | 6,1              | 16         |
| Record de froid (°C) date du record   | −23,5 06.01.1985 | −22,8 13.02.1956 | −16,4 01.03.05 | −6,3 08.04.03 | −3,1 11.05.1953 | 1,8 03.06.1962 | 5,1 02.07.1960 | 3,4 14.08.1949 | −0,9 25.09.1972 | −6,3 30.10.1997 | −12,6 30.11.10 | −18,7 20.12.1975 | −23,5 1985 |
| Record de chaleur (°C) date du record | 18,8 10.01.1991  | 21,7 24.02.1990  | 26,2 31.03.21  | 30 21.04.1968 | 33 20.05.22     | 37 09.06.14    | 38,8 25.07.19  | 39,1 13.08.03  | 33,7 03.09.1962 | 31 03.10.1985   | 23,4 07.11.15  | 19,9 16.12.1989  | 39,1 2003  |
| Ensoleillement (h)                    | 684              | 912              | 1 456          | 1 811         | 2 019           | 2 282          | 2 475          | 2 338          | 1 684           | 1 209           | 702            | 621              | 18 191     |
| Précipitations (mm)                   | 46,1             | 43,9             | 47,4           | 57,6          | 86,6            | 74,5           | 72             | 80             | 63,5            | 68,5            | 60,8           | 63,4             | 764,3      |

| Diagramme climatique                                  |             |             |             |             |              |            |          |              |           |            |            |
| J                                                     | F           | M           | A           | M           | J            | J          | A        | S            | O         | N          | D          |
| 5,5−0,846,1                                           | 7,4−0,643,9 | 12,11,947,4 | 16,54,957,6 | 20,49,386,6 | 24,212,774,5 | 26,414,272 | 26,11480 | 21,410,263,5 | 166,968,5 | 9,72,860,8 | 6,10,163,4 |
| Moyennes : • Temp. maxi et mini °C • Précipitation mm |             |             |             |             |              |            |          |              |           |            |            |

Les paramètres climatiques de la commune ont été estimés pour le milieu du siècle (2041-2070) selon différents scénarios d'émission de gaz à effet de serre à partir des nouvelles projections climatiques de référence DRIAS-2020. Ils sont consultables sur un site dédié publié par Météo-France en novembre 2022.

## Urbanisme

### Typologie
Au 1er janvier 2024, Huningue est catégorisée grand centre urbain, selon la nouvelle grille communale de densité à sept niveaux définie par l'Insee en 2022.
Elle appartient à l'unité urbaine de Bâle (SUI)-Saint-Louis (partie française), une agglomération internationale regroupant six  communes, dont elle est une commune de la banlieue,,. Par ailleurs la commune fait partie de l'aire d'attraction de Bâle - Saint-Louis (partie française), dont elle est une commune du pôle principal,. Cette aire, qui regroupe 94 communes, est catégorisée dans les aires de 200 000 à moins de 700 000 habitants,.

### Occupation des sols
L'occupation des sols de la commune, telle qu'elle ressort de la base de données européenne d’occupation biophysique des sols Corine Land Cover (CLC), est marquée par l'importance des territoires artificialisés (90,5 % en 2018), une proportion sensiblement équivalente à celle de 1990 (90,1 %). La répartition détaillée en 2018 est la suivante : 
zones urbanisées (45,8 %), zones industrielles ou commerciales et réseaux de communication (39,2 %), eaux continentales (9,3 %), espaces verts artificialisés, non agricoles (5,5 %), zones agricoles hétérogènes (0,2 %). L'évolution de l’occupation des sols de la commune et de ses infrastructures peut être observée sur les différentes représentations cartographiques du territoire : la carte de Cassini (XVIIIe siècle), la carte d'état-major (1820-1866) et les cartes ou photos aériennes de l'IGN pour la période actuelle (1950 à aujourd'hui).

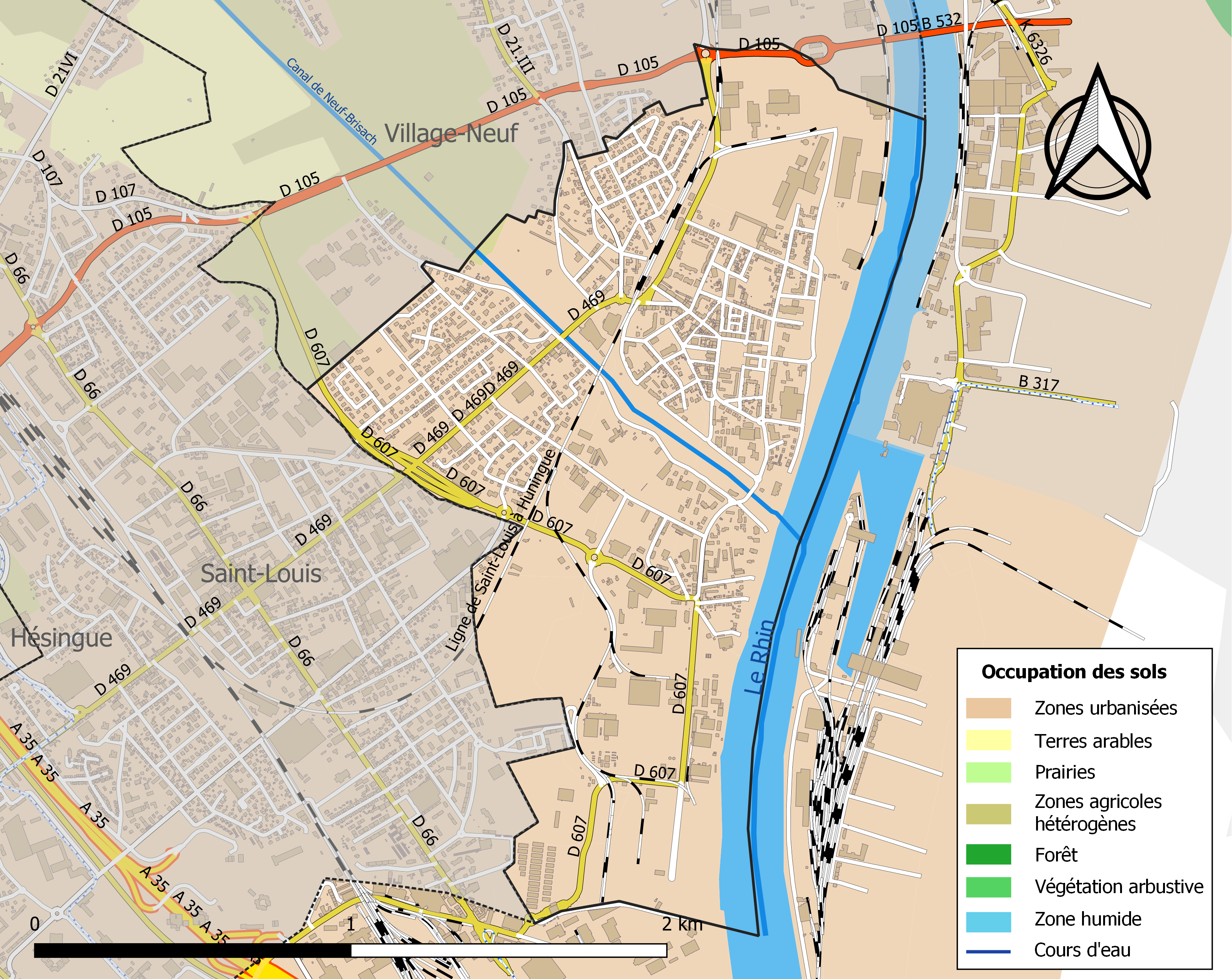
Carte des infrastructures et de l'occupation des sols de la commune en 2018 (CLC).

## Toponymie
- Huninga (828), Huningin (1103), Huningen (1134 et 1362), Huningue (1793).
- Hüningen en allemand, Hinige et Hininge en alsacien.

## Histoire
- 828 : Première apparition de Huningue dans un document[19].
- Moyen Âge : Huningue est une possession des Habsbourg et est convoité par Bâle.

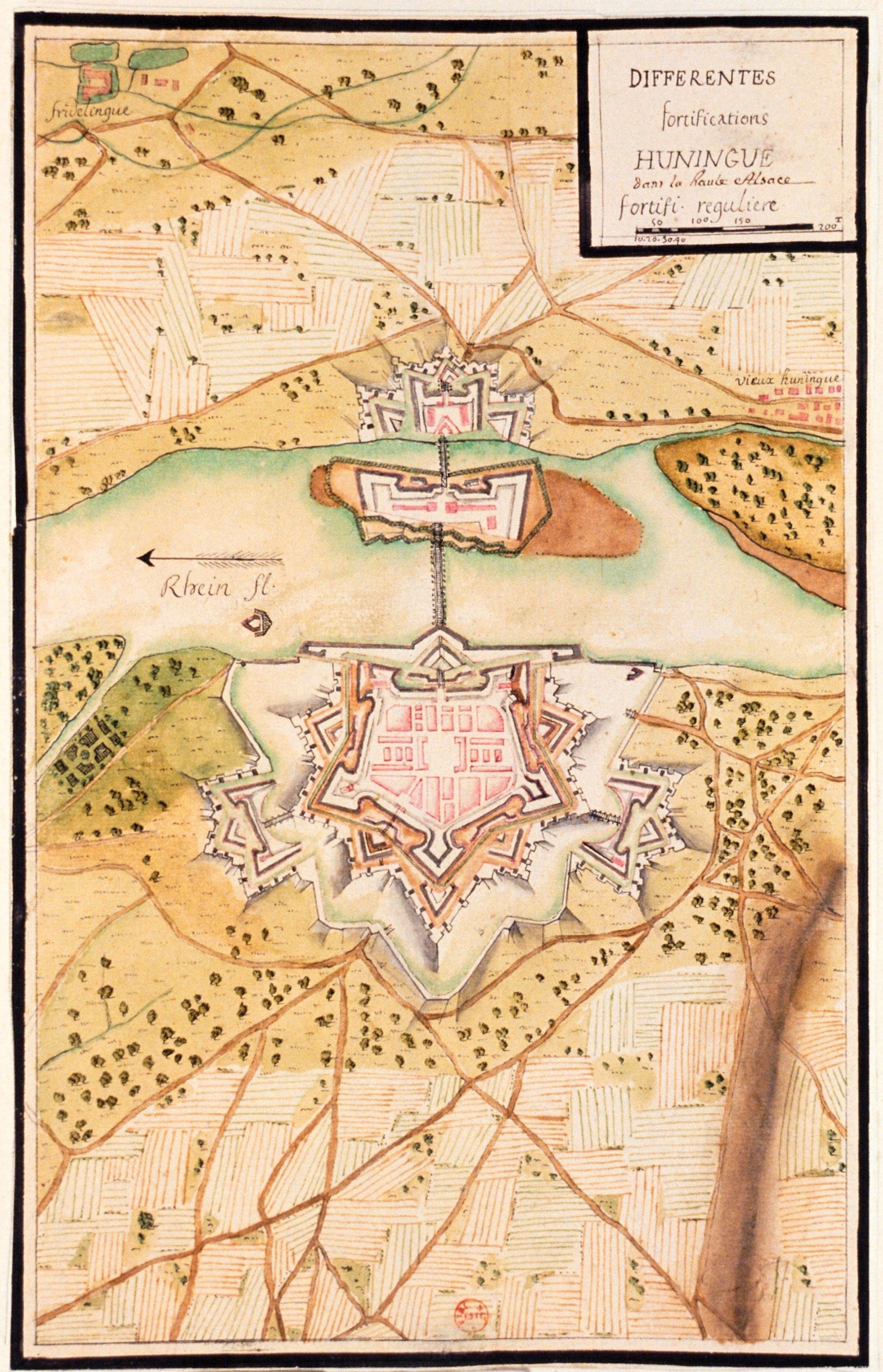
Fortifications (plan du XVII).

- 1648 : Huningue passe des Habsbourg à la couronne de France comme presque toute l'Alsace par le traité de Westphalie.
- 1679 : Louis XIV ordonne la construction d'une forteresse à Huningue. Huningue est, avant cette construction, un passage idéal pour les envahisseurs et son histoire se confond avec celle de toute cette région frontalière. Le chantier de cette place forte commence en 1680 sous la direction de Vauban[20].
- 1684 : les travaux de la forteresse nécessitent le déplacement de la population sur l'île d'Aoust et dans ses environs (Saint-Louis et Village-Neuf).
- 1702 : Le 30 septembre 1702[21],[22] l'armée française se lance à l'attaque du pont de Huningue puis engage la bataille de Friedlingen le 14 octobre 1702.
- 1795 : Madame Royale, qui devait se rendre à Bâle, passe une nuit dans la ville fortifiée.
- 1796-1797 : Huningue est assiégée par 20 000 Autrichiens. L'armée du Rhin retranchée sous les ordres du général Abbatucci, qui sera blessé mortellement, tient la forteresse durant trois mois.

« 
Les têtes de pont de Huningue, de Khel, de Cassel, etc. ont procuré ces grands avantages à l'armée française pendant la dernière guerre.
 »
(Simon François Gay de Vernon, Traité élémentaire d'art militaire et de fortification)

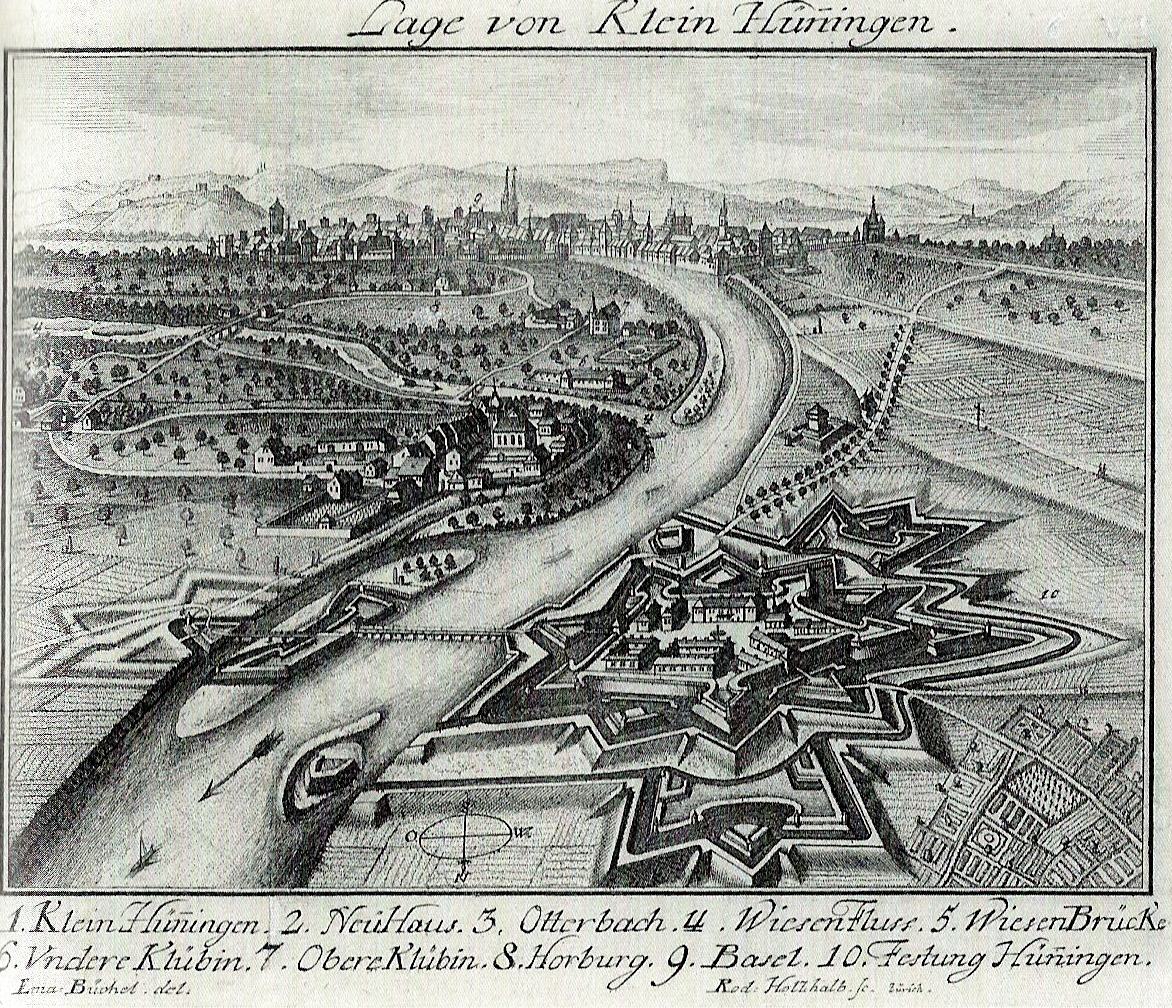
Vue cavalière de la forteresse de Huningue en 1749.

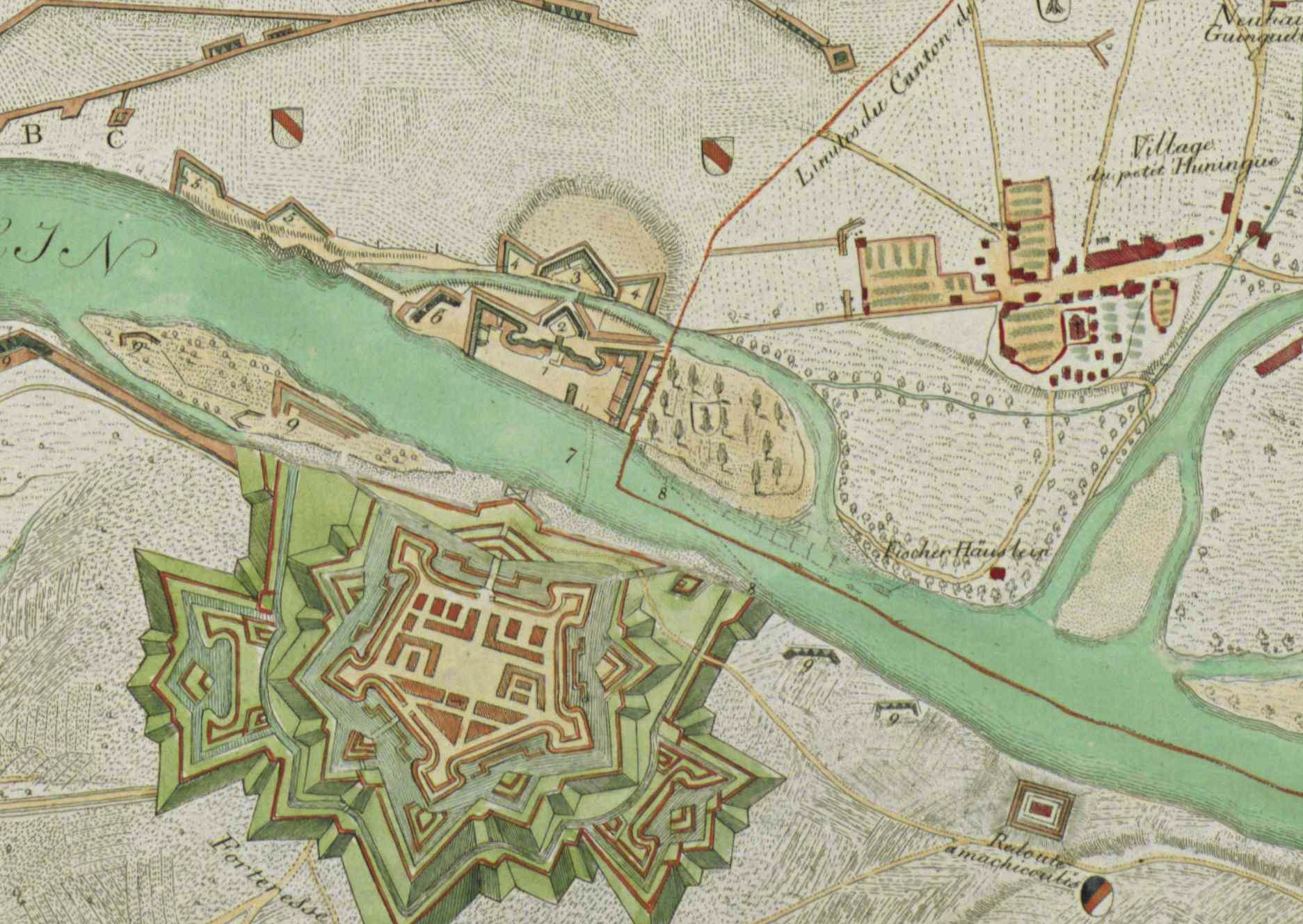
Fortifications XVIIe siècle.

- 1814 : le colonel Jean-Hugues Chancel de l'armée napoléonienne retranché à Huningue résista trois mois et demi aux Bavarois.
- 1815 : Huningue est assiégée pour la troisième fois dès le 26 juin par 20 000 Autrichiens. Le général Barbanègre à la tête d'une garnison de seulement 500 hommes tient la ville durant 2 mois alors que Napoléon avait abdiqué depuis près de 20 jours. À sa reddition le 26 août, la ville n'était plus qu'une ruine. La place fut démantelée à la demande de Bâle.

Cependant, dans un dictionnaire de 1860 il est écrit : "Place jadis très forte, mais démantelée en 1815, après un siège où 135 français, commandés par le général Barbanègre, tinrent pendant douze jours contre 30000 autrichiens".
- 1828 : achèvement du canal de Huningue, qui n'est plus navigable mais qui alimente actuellement en eau le canal du Rhône au Rhin.
- 1846 : rétrécissement du ban communal au profit des communes de Saint-Louis et Village-Neuf.
- 1871 : rattachement à l'Allemagne par le traité de Francfort, conséquence de la défaite de 1870-1871.
- 1918 : retour à la France avec le traité de Versailles.
- 1940 : Huningue est annexée de facto par l’Allemagne nazie et rattaché à Saint-Louis et Bourgfelden pour former, jusqu'en 1944, la ville de Hüningen-Sankt Ludwig.
- Seconde Guerre mondiale : La ville, évacuée en 1939, est détruite à 60 %.
- 1948 : la commune a été décorée, le 11 novembre 1948, de la croix de guerre 1939-1945[25] avec étoile d'argent.
- 1979 : arrêt de la liaison Huningue-Weil am Rhein par le bac.
- 1993 : inauguration le 23 mai du Parc des Eaux Vives.
- 2002 : inauguration en février du Triangle (salle de spectacles).
- 2007 : passerelle sur le Rhin, reliant Huningue à Weil am Rhein en Allemagne.

### Héraldique
| Blason de Huningue | Les armes de Huningue se blasonnent ainsi : « D'azur à trois fleurs de lys d'argent rangées en fasce, coupé de gueules à trois couronnes renversées d'or et posées deux et une, et une fasce d'or brochant sur le tout. » |

## Économie
- Industrie chimique, plastique et pharmaceutique : Delpharm, Elanco, Novartis, Sun Chemical (ancien site de production de BASF), TFL (produits chimiques de traitement du cuir), Weleda ;
- Zone portuaire ;
- Port rhénan géré par la Chambre de commerce et d'industrie Sud Alsace Mulhouse ;
- Locaux communaux de l'UNICEF[26] ;
- Canal de Huningue (déclassé[27]).

## Réseaux de transports et de communication

### Transports en commun Distribus

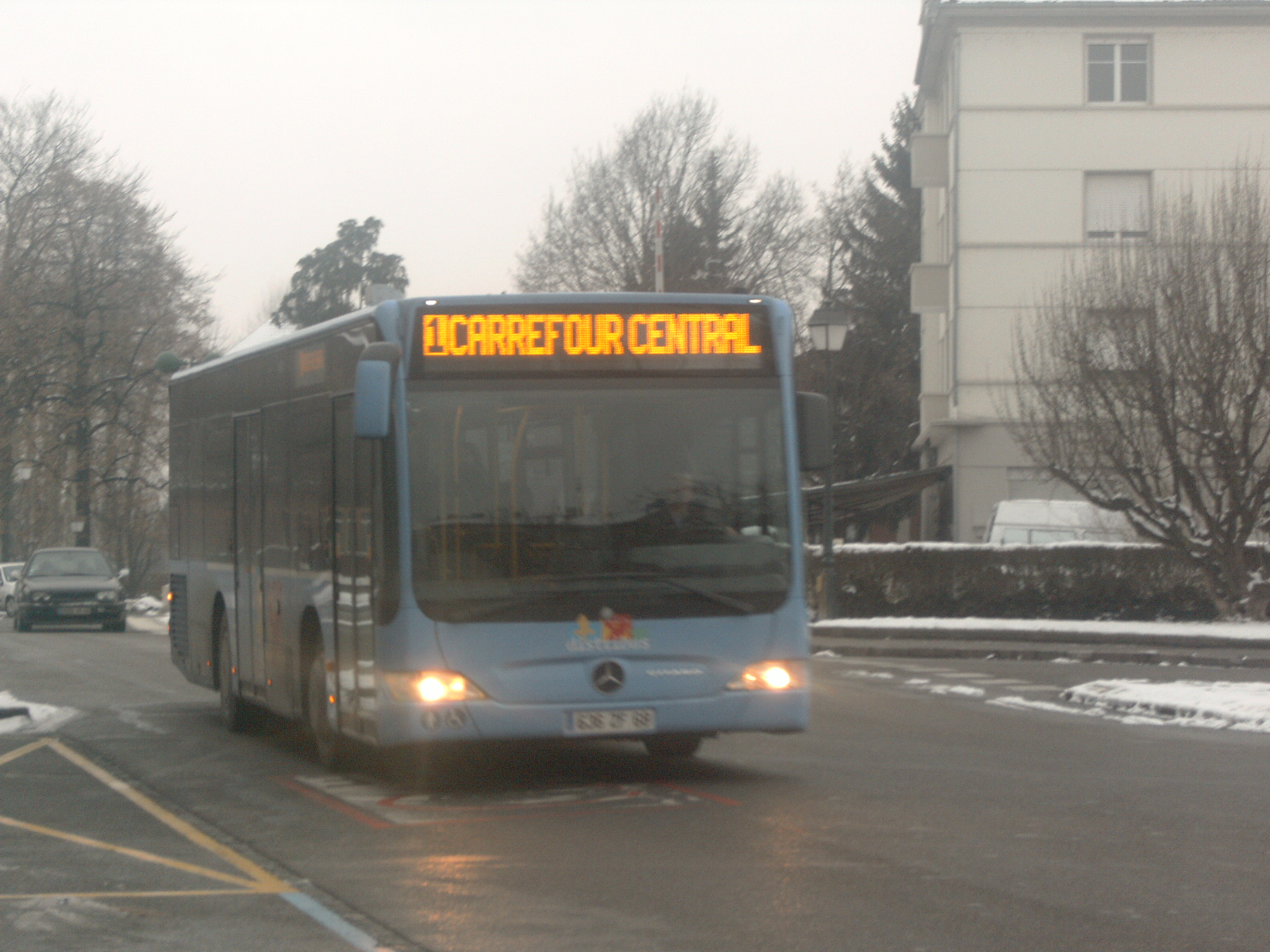
Un bus Distribus au niveau du square Soustons.

Sur les douze lignes du réseau de transport en commun de Saint-Louis Agglomération Distribus, cinq passent par la ville de Huningue. Alors que la ligne 1 dessert des lieux importants comme le Parc des Eaux Vives, la place Abbatucci ou encore le square Soustons, la ligne 2 ne dessert qu'un quartier pavillonnaire au nord-ouest. La ligne 3 (ou 603) reprend majoritairement le tracé de la ligne 1 et permet en plus d'accéder facilement au centre-ville de Bâle. La ligne 6 dessert elle de façon brève la ville, mais est tout de même la seule ligne à desservir directement la mairie et le Triangle. Enfin, la ligne 9 relie en semaine la gare de Saint-Louis aux zones industrielles nord et sud de la ville.

### Le canal dit de Huningue

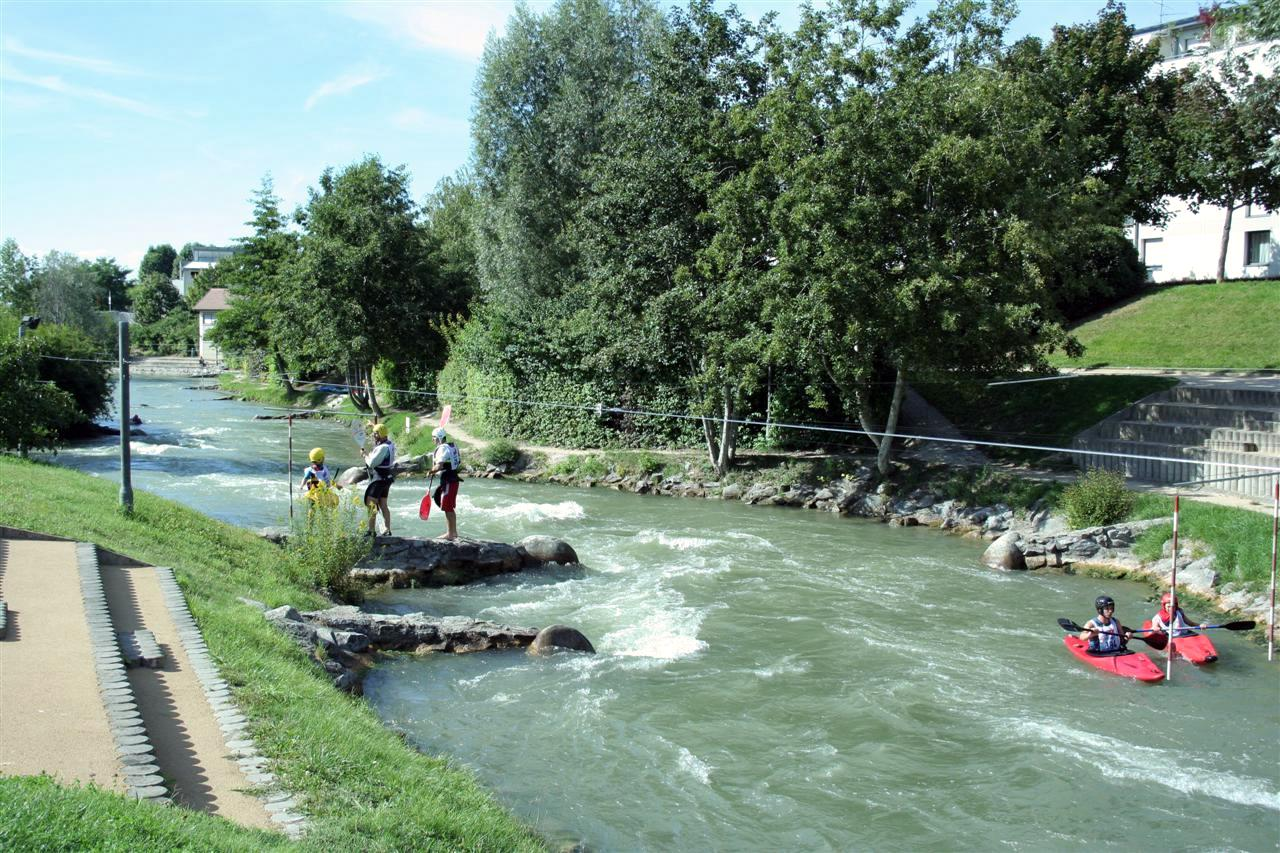
Le parc des Eaux Vives inauguré en 1993.

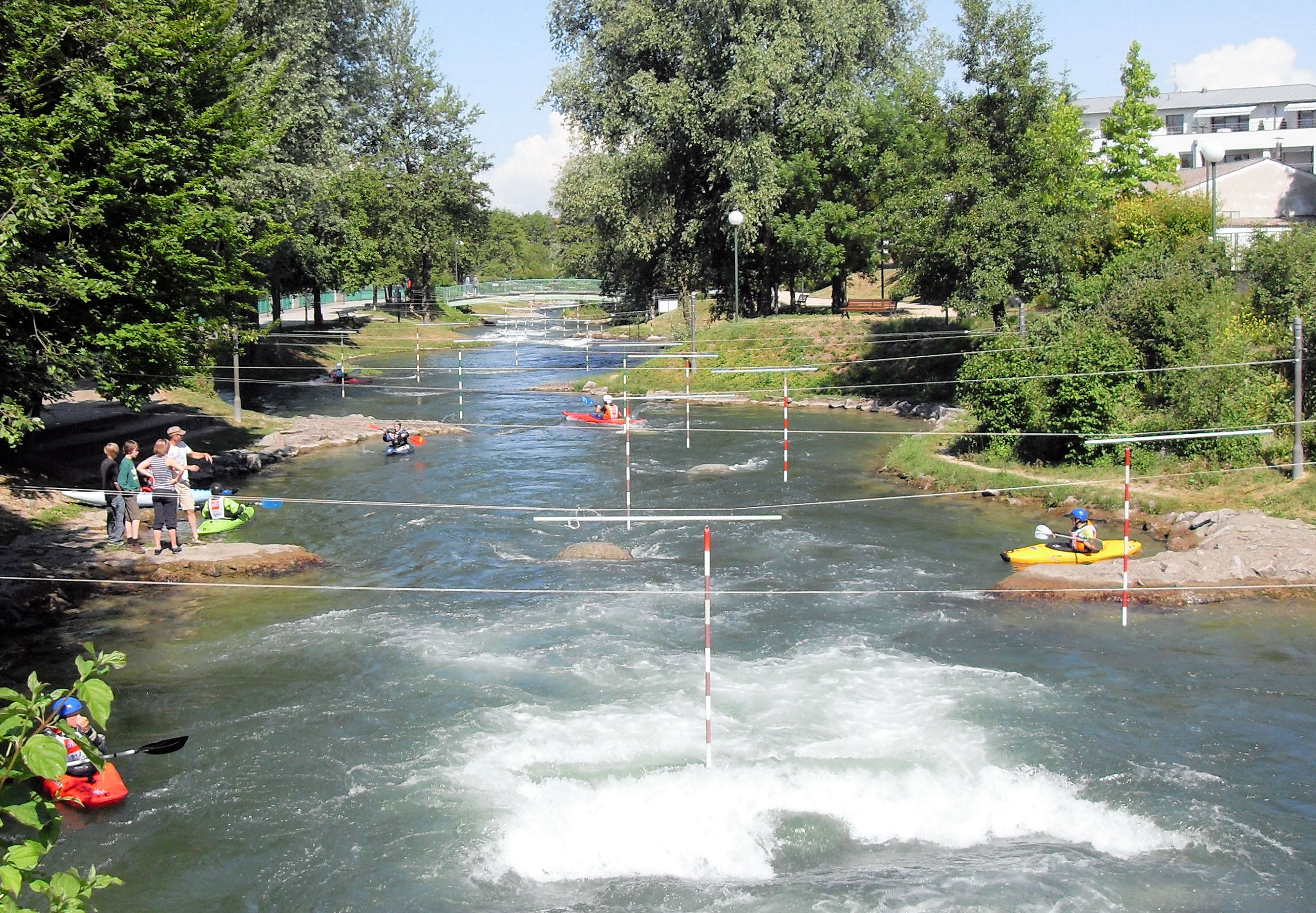
Une « voie Verte du canal de Huningue » est par ailleurs aménagée en bordure du canal.

En 1679, Vauban fortifie la ville, la dressant comme cerbère veillant à la navigation rhénane et à la souveraineté française. La réalisation du canal dit de Huningue, en 1828, renforce le caractère stratégique de la cité.
En 1929, la société La Traction de l'Est assure le halage des bateaux le long du canal à l'aide d'un loco-tracteur électrique. Dans le cadre des travaux de canalisation du Rhin, l'écluse de Kembs-Niffer est aménagée en 1961 et permet de relier directement le grand canal d'Alsace au canal de Huningue. À partir de cette période, le trafic fluvial entre Huningue et Niffer se fait par le grand canal d'Alsace, au détriment du canal de Huningue. Celui-ci sera déclassé en 1962. Dans le même temps, la branche Mulhouse-Strasbourg du Canal du Rhône au Rhin subit le même sort, puisque le trafic se fait via le Rhin et le grand canal d’Alsace. Le canal de Huningue est réduit à la liaison Huningue-Niffer. Il sert également à l'alimentation en eau du canal du Canal du Rhône au Rhin et à l'irrigation des cultures proches. Les écluses ne sont plus opérationnelles, mais le canal est navigable depuis Niffer jusqu'à Kembs, où se trouve un petit port de plaisance.
Le canal est donc alimenté en amont par le Rhin et se termine à l'embranchement de Niffer d'où on peut rejoindre directement le grand canal d'Alsace et le canal du Rhône au Rhin.
À cette même période, une « voie Verte du canal de Huningue » est aménagée. C'est aussi un grand chemin de promenade qui passe par la Petite Camargue Alsacienne.
Le « Parc des Eaux Vives de Huningue » a été inauguré en 1993.

## Politique et administration

### Finances locales
Cette sous-section présente la situation des finances communales de Huningue.
Pour l'exercice 2013, le compte administratif du budget municipal de Huningue s'établit à  16 620 000 € en dépenses et 22 301 000 € en recettes :
En 2013, la section de fonctionnement se répartit en 10 181 000 €  de charges (1 503 € par habitant) pour 13 574 000 € de produits (2 004 € par habitant), soit un solde de 3 393 000 € (501 € par habitant), :
- le principal pôle de dépenses de fonctionnement est celui des charges de personnels[Note 9] pour une valeur de 5 316 000 € (52 %), soit 785 € par habitant, ratio supérieur de 43 % à la valeur moyenne pour les communes de la même strate (550 € par habitant). Sur la période 2009 - 2013, ce ratio fluctue et présente un minimum de 736 € par habitant en 2009 et un maximum de 785 € par habitant en 2013 ;
- la plus grande part des recettes est constituée des impôts locaux[Note 10] pour  9 140 000 € (67 %), soit 1 350 € par habitant, ratio supérieur de 103 % à la valeur moyenne pour les communes de la même strate (666 € par habitant). En partant de 2009 et jusqu'à 2013, ce ratio fluctue et présente un minimum de 1 350 € par habitant en 2013 et un maximum de 1 462 € par habitant en 2012.

Les taux des taxes ci-dessous sont votés par la municipalité de Huningue. Ils ont varié de la façon suivante par rapport à 2012 :
- la taxe d'habitation égale 17,73 % ;
- la taxe foncière sur le bâti sans variation 13,01 % ;
- celle sur le non bâti sans variation 33,68 %.

La section investissement se répartit en emplois et ressources. Pour 2013, les emplois comprennent par ordre d'importance :
- des dépenses d'équipement[Note 12] pour  5 986 000 € (93 %), soit 884 € par habitant, ratio supérieur de 95 % à la valeur moyenne pour les communes de la même strate (453 € par habitant). En partant de 2009 et jusqu'à 2013, ce ratio fluctue et présente un minimum de 653 € par habitant en 2010 et un maximum de 1 472 € par habitant en 2012 ;
- des remboursements d'emprunts[Note 13] pour une valeur totale de 325 000 € (5 %), soit 48 € par habitant, ratio inférieur de 52 % à la valeur moyenne pour les communes de la même strate (99 € par habitant).

Les ressources en investissement de Huningue se répartissent principalement en :
- fonds de Compensation pour la TVA pour 801 000 € (9 %), soit 118 € par habitant, ratio supérieur de 151 % à la valeur moyenne pour les communes de la même strate (47 € par habitant). Pour la période allant de 2009 à 2013, ce ratio fluctue et présente un minimum de 72 € par habitant en 2012 et un maximum de 200 € par habitant en 2009 ;
- nouvelles dettes pour 511 000 € (6 %), soit 75 € par habitant, ratio inférieur de 23 % à la valeur moyenne pour les communes de la même strate (98 € par habitant).

L'endettement de Huningue au 31 décembre 2013 peut s'évaluer à partir de trois critères : l'encours de la dette, l'annuité de la dette et sa capacité de désendettement :
- l'encours de la dette pour une somme de 4 261 000 €, soit 629 € par habitant, ratio inférieur de 44 % à la valeur moyenne pour les communes de la même strate (1 116 € par habitant). Sur les 5 dernières années, ce ratio fluctue et présente un minimum de 346 € par habitant en 2011 et un maximum de 629 € par habitant en 2013[A2 5] ;
- l'annuité de la dette pour une valeur totale de 454 000 €, soit 67 € par habitant, ratio inférieur de 52 % à la valeur moyenne pour les communes de la même strate (141 € par habitant). Depuis 5 ans, ce ratio fluctue et présente un minimum de 46 € par habitant en 2012 et un maximum de 67 € par habitant en 2013[A2 5] ;
- la capacité d'autofinancement (CAF) pour un montant de 4 163 000 €, soit 615 € par habitant, ratio supérieur de 176 % à la valeur moyenne pour les communes de la même strate (223 € par habitant). En partant de 2009 et jusqu'à 2013, ce ratio fluctue et présente un minimum de 615 € par habitant en 2013 et un maximum de 990 € par habitant en 2012[A2 6]. La capacité de désendettement est d'environ un an en 2013. Sur une période de 14 années, ce ratio est constant et faible (inférieur à 4 ans).

### Jumelages
- Soustons (France)
- Weil am Rhein (Allemagne)

## Démographie
L'évolution du nombre d'habitants est connue à travers les recensements de la population effectués dans la commune depuis 1793. Pour les communes de moins de 10 000 habitants, une enquête de recensement portant sur toute la population est réalisée tous les cinq ans, les populations de référence des années intermédiaires étant quant à elles estimées par interpolation ou extrapolation. Pour la commune, le premier recensement exhaustif entrant dans le cadre du nouveau dispositif a été réalisé en 2005.

En 2022, la commune comptait 7 410 habitants, en évolution de +2,73 % par rapport à 2016 (Haut-Rhin : +0,66 %, France hors Mayotte : +2,11 %).
| 1793  | 1800 | 1806 | 1821 | 1831 | 1836 | 1841  | 1846  | 1851  |
| ----- | ---- | ---- | ---- | ---- | ---- | ----- | ----- | ----- |
| 1 012 | 924  | 813  | 698  | 820  | 832  | 1 422 | 1 901 | 2 120 |

| 1856  | 1861  | 1866  | 1871  | 1875  | 1880  | 1885  | 1890  | 1895  |
| ----- | ----- | ----- | ----- | ----- | ----- | ----- | ----- | ----- |
| 1 705 | 1 720 | 1 844 | 1 893 | 2 210 | 1 764 | 1 695 | 2 042 | 2 122 |

| 1900  | 1905  | 1910  | 1921  | 1926  | 1931  | 1936  | 1946  | 1954  |
| ----- | ----- | ----- | ----- | ----- | ----- | ----- | ----- | ----- |
| 2 936 | 3 304 | 3 588 | 3 113 | 3 685 | 3 905 | 4 005 | 2 946 | 4 202 |

| 1962  | 1968  | 1975  | 1982  | 1990  | 1999  | 2005  | 2006  | 2010  |
| ----- | ----- | ----- | ----- | ----- | ----- | ----- | ----- | ----- |
| 4 963 | 5 769 | 6 576 | 6 679 | 6 252 | 6 097 | 6 324 | 6 358 | 6 664 |

| 2015  | 2020  | 2022  | - | - | - | - | - | - |
| ----- | ----- | ----- | - | - | - | - | - | - |
| 7 143 | 7 283 | 7 410 | - | - | - | - | - | - |

## Lieux et monuments

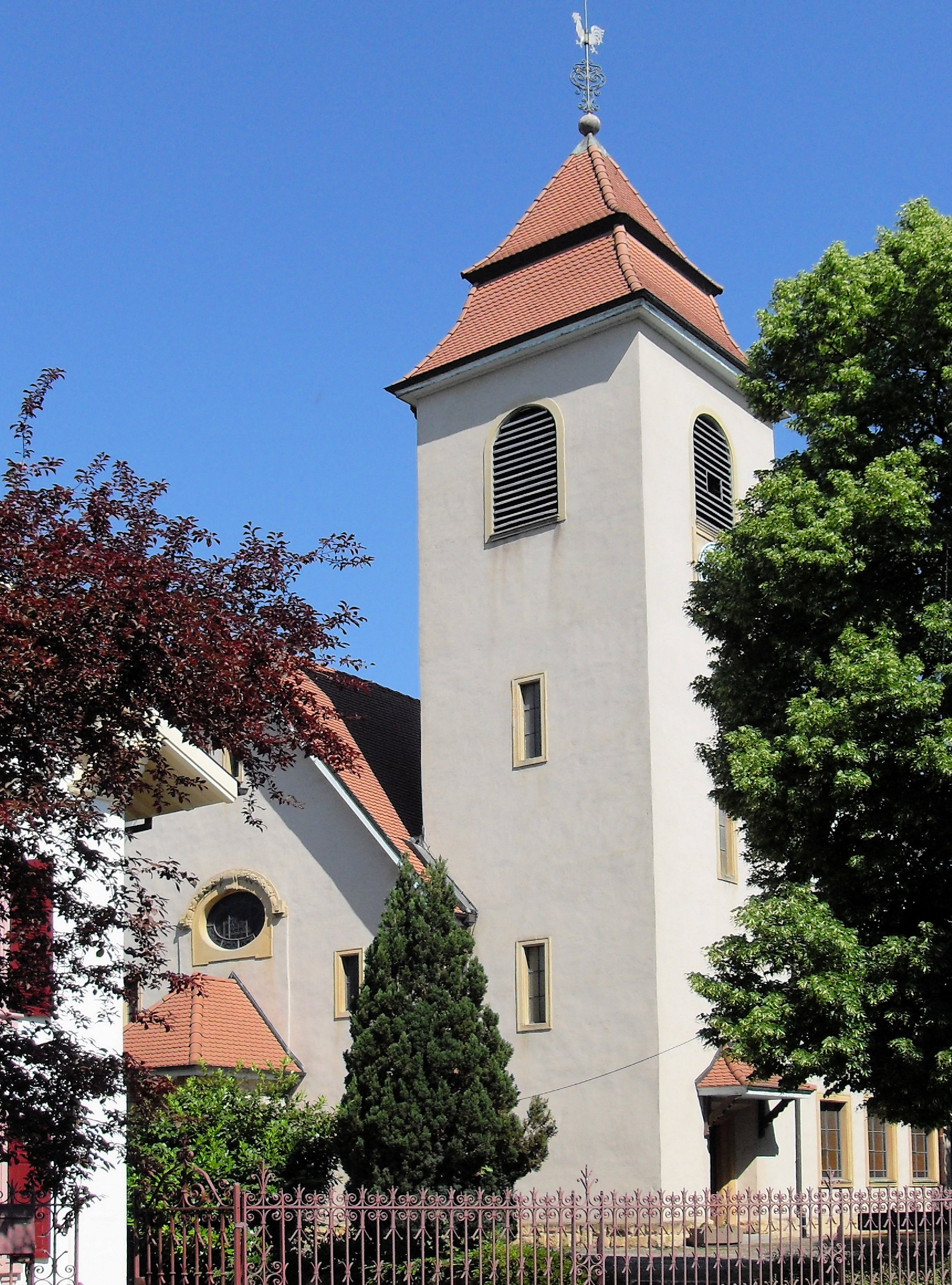
Temple protestant.

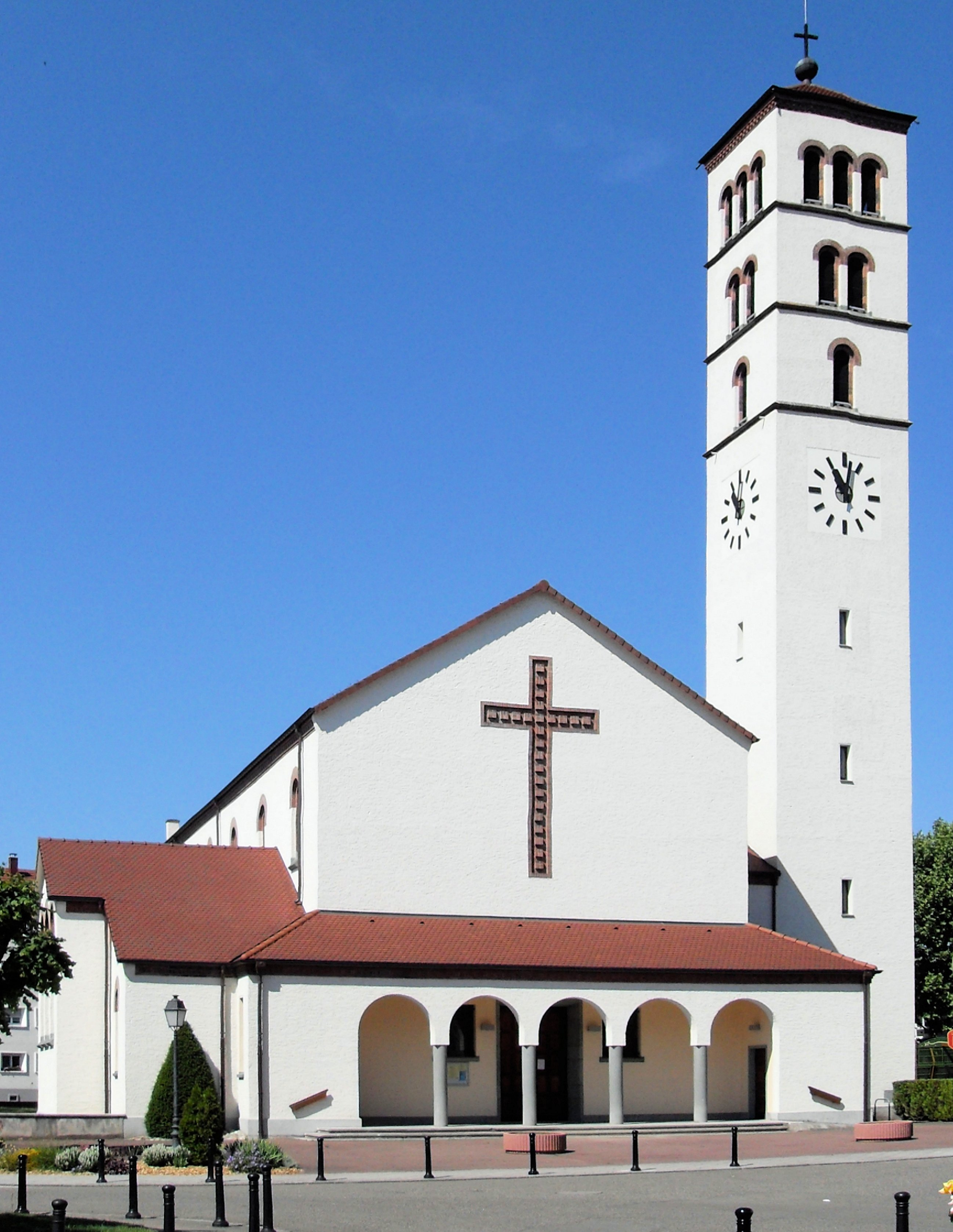
Église du Christ-Roi.

- Musée historique et militaire : il évoque la vie militaire de l'ancienne forteresse de Vauban. Le musée est installé dans un bâtiment civil du XVIIe siècle, ancienne demeure de l'intendant de la place et du commissaire des guerres[42].
- Hôtel du Gouverneur[43].
- Hôtel du Lieutenant du Roy[44].
- Maison de l'Aide Major[45].
- Église Saint-Louis. Église de garnison, aujourd'hui désaffectée, elle est construite d'après les plans de l'ingénieur Jacques Tarade. Elle domine la place Abattucci. Le bâtiment a souvent accueilli, du fait d'une acoustique appréciable, des concerts de musique de chambre. Il sert également de bureau de vote lors des élections. Depuis 1938, les façades, le clocher ainsi que la toiture figurent sur l'inventaire supplémentaire des monuments historiques[46],[47].
- Église du Christ-Roi, bâtie par l’architecte Jacques Roz au début des années 1930[48],[49].
- Temple[50],[51]. Il fut le dernier à être construit, sous la direction de l'architecte Joerg de Mulhouse, sous le régime allemand en 1913[52]. Les vitraux sont de Eichin et Straub (peintres-verriers) et datent de 1913[53].
- Parc des Eaux Vives et la Timonerie : torrent artificiel, kayak, canoë, rafting, nage en eau vive… et voie Verte du canal de Huningue[30].
- Passerelle des Trois Pays : passerelle d'un seul tenant réservée aux piétons et cyclistes au-dessus du Rhin ouverte depuis 2007. La passerelle des Trois Pays avait été installée sur la plate-forme portuaire avant le 12 novembre 2006, date de son déplacement vers son lieu actuel[54].
- Palmrain : pont reliant Huningue et l'Allemagne pour automobile, cyclomoteurs, etc.
- Le Triangle est un complexe culturel de 5 540 m2 découpé en 21 salles d'activité. Créé par l'architecte mulhousien Jean-Marie Martini, il a été inauguré en février 2002. En plus des nombreux spectacles variés (danse, théâtre, musique, art du cirque, humour), le Triangle accueille également des expositions (sculpture, peinture, écriture) et un lieu d’échange, d’informations et d’animations pour les jeunes. De plus, périodiquement sont organisés des thés dansants, des ateliers philo, des auditions de l’Académie des Arts (musique, danse, théâtre de Huningue), des conférences et des rencontres avec des artistes[55].
- Monuments commémoratifs :
  - Monument commémoratif du Général Abbatucci[56],[57].
  - Monument commémoratif du Général Cherin[58],[59].
  - Autres monuments commémoratifs[60].
- Borne datée 1771 portant une fleur de lys[61].

## Fleurissement

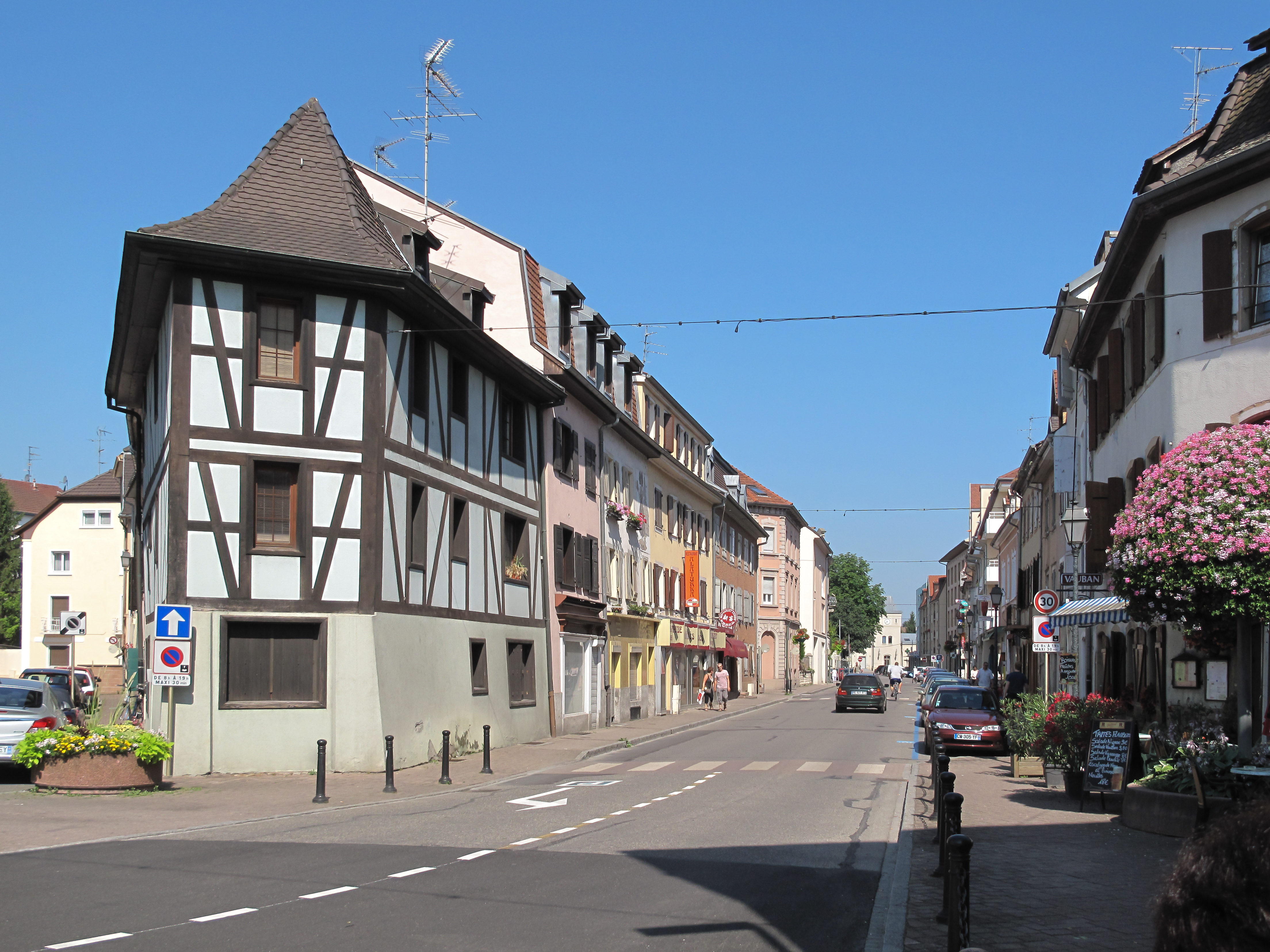
Vue dans la rue.

Depuis 1992, Huningue participe au concours des villes et villages fleuris :
- 1992 - Prix de la première participation
- 1993 - 2e prix départemental
- 1994 - 1re Fleur
- 1996 - 2e Fleur
- 1999 - 3e Fleur
- 2000 - Prix spécial de fleurissement (Grün 2000)
- 2003 - 4e Fleur
- 2004 - Conservation de la 4e Fleur
- 2005 - Conservation de la 4e Fleur

## Personnalités liées à la commune
- Vauban : architecte de Louis XIV, il dirigea la construction de la forteresse de Huningue.
- Jean-Charles Abbatucci : général français de l'armée du Rhin. Il perdit la vie à la suite de ses blessures lors d'une sortie durant le premier siège de la ville en 1796-1797.
- Jean-Hugues Chancel : colonel français, défenseur de Huningue lors du deuxième siège de la ville en 1814.
- Joseph Barbanègre : général français, retranché à Huningue lors du troisième siège de la ville en 1815.
- Armand Blanchard, administrateur français né à Huningue, fut maire de Mulhouse de 1825 à 1830.
- Michel Ordener, général de division, né à Huningue le 3 avril 1787, fils du général Michel Ordener dont il fut l'aide de camp à ses débuts.
- François Joseph Ritter, homme politique français de la Révolution française.
- Johnny Stark (Huningue, 1922 - Paris, 1989) : producteur et imprésario.